# Aleksey Gushchin
Pour les articles homonymes, voir Gouchtchine.
Aleksey Gushchin (en russe : Алексей Петрович Гущин, Alekseï Petrovitch Gouchtchine), né le 5 janvier 1922 à Aleksandrovka (Oblast de Voronej) et mort le 14 décembre 1986 à Moscou, est un tireur sportif soviétique.

## Carrière
Aleksey Gushchin est sacré champion olympique de tir au pistolet à 50 mètres aux Jeux d'été de 1960 à Rome.